# Formel 1-VM 1953
Formel 1-VM 1953 hade nio deltävlingar som kördes under perioden 18 januari-13 september. Här ingick Indianapolis 500-loppet 1953 som en av deltävlingarna. Förarmästerskapet vanns av italienaren Alberto Ascari i Ferrari.

## Vinnare
- Förare:  Alberto Ascari, Italien, Ferrari
- Konstruktör: Officiellt mästerskap började först 1958.

## Grand Prix 1953
| Grand Prix                 | Datum        | Bana              | Vinnande förare! Vinnande stall | Vinnande tillverkare |                          |   |
| -------------------------- | ------------ | ----------------- | ------------------------------- | -------------------- | ------------------------ | - |
| Argentinas Grand Prix      | 18 januari   | Buenos Aires      | Alberto Ascari                  | Ferrari              |                          | * |
| Indianapolis Grand Prix    | 30 maj       | Indianapolis      | Bill Vukovich                   | Howard Keck Co       | Kurtis Kraft-Offenhauser | * |
| Nederländernas Grand Prix  | 7 juni       | Zandvoort         | Alberto Ascari                  | Ferrari              |                          | * |
| Belgiens Grand Prix        | 21 juni      | Spa-Francorchamps | Alberto Ascari                  | Ferrari              |                          | * |
| Frankrikes Grand Prix      | 5 juli       | Reims-Gueux       | Mike Hawthorn                   | Ferrari              |                          | * |
| Storbritanniens Grand Prix | 18 juli      | Silverstone       | Alberto Ascari                  | Ferrari              |                          | * |
| Tysklands Grand Prix       | 2 augusti    | Nürburgring       | Nino Farina                     | Ferrari              |                          | * |
| Schweiz Grand Prix         | 23 augusti   | Bremgarten        | Alberto Ascari                  | Ferrari              |                          | * |
| Italiens Grand Prix        | 13 september | Monza             | Juan Manuel Fangio              | Maserati             |                          | * |

## Grand Prix utanför VM 1953
| Grand Prix /Race                   | Datum        | Bana              | Vinnande förare! Vinnande stall | Vinnande tillverkare     |                       |
| ---------------------------------- | ------------ | ----------------- | ------------------------------- | ------------------------ | --------------------- |
| Buenos Aires Grand Prix            | 1 februari   | Buenos Aires      | Giuseppe Farina                 | Ferrari                  |                       |
| Syrakusas Grand Prix               | 22 mars      | Syrakusa          | Emmanuel de Graffenried         | Enrico Platé             | Maserati              |
| Paus Grand Prix                    | 6 april      | Pau               | Alberto Ascari                  | Ferrari                  |                       |
| Lavant Cup                         | 6 april      | Goodwood          | Emmanuel de Graffenried         | Emmanuel de Graffenried  | Maserati              |
| Glover Throphy                     | 6 april      | Goodwood          | Ken Wharton                     | BRM                      |                       |
| Bordeaux' Grand Prix               | 3 maj        | Bordeaux          | Alberto Ascari                  | Ferrari                  |                       |
| Daily Express International Trophy | 9 maj        | Silverstone       | Mike Hawthorn                   | Ferrari                  |                       |
| Neapels Grand Prix                 | 10 maj       | Posillipo         | Giuseppe Farina                 | Ferrari                  |                       |
| Ulster Trophy                      | 16 maj       | Dundrod           | Mike Hawthorn                   | Ferrari                  |                       |
| Frontières Grand Prix              | 24 maj       | Chimay            | Maurice Trintignant             | Gordini                  |                       |
| Coronation Trophy                  | 25 maj       | Crystal Palace    | Tony Rolt                       | R R C Walker Racing Team | Connaught-Lea Francis |
| Snetterton Coronation Trophy       | 30 maj       | Snetterton        | Tony Rolt                       | R R C Walker Racing Team | Connaught-Lea Francis |
| Albis Grand Prix                   | 31 maj       | Albi              | Louis Rosier                    | Ecurie Rosier            | Ferrari               |
| Eifelrennen                        | 31 maj       | Nürburgring       | Emmanuel de Graffenried         | Emmanuel de Graffenried  | Maserati              |
| Rouen-les-Essarts Grand Prix       | 28 juni      | Rouen-les-Essarts | Giuseppe Farina                 | Ferrari                  |                       |
| Crystal Palace Trophy              | 11 juli      | Crystal Palace    | Tony Rolt                       | R R C Walker Racing Team | Connaught-Lea Francis |
| Avusrennen                         | 12 juli      | Avus              | Jacques Swaters                 | Ecurie Francorchamps     | Ferrari               |
| United States Air Force Trophy     | 25 juli      | Snetterton        | Tony Rolt                       | R R C Walker Racing Team | Connaught-Lea Francis |
| Circuit du Lac                     | 26 juli      | Aix-les-Bains     | Élie Bayol                      | Élie Bayol               | OSCA                  |
| Bristol F2 Race                    | 3 augusti    | Thruxton          | Tony Rolt                       | R R C Walker Racing Team | Connaught-Lea Francis |
| Mid-Chesire F2 Race                | 8 augusti    | Oulton Park       | Tony Rolt                       | R R C Walker Racing Team | Connaught-Lea Francis |
| Sables d'Olonnes Grand Prix        | 9 augusti    | Sables d'Olonnes  | Louis Rosier                    | Ecurie Rosier            | Ferrari               |
| Newcastle Journal Trophy           | 15 augusti   | Charterhall       | Ken Wharton                     | Ken Wharton              | Cooper-Bristol        |
| Cadours Grand Prix                 | 30 augusti   | Cadours           | Maurice Trintignant             | Gordini                  |                       |
| Redex Trophy                       | 12 september | Snetterton        | Eric Thompson                   | R R C Walker Racing Team | Connaught-Lea Francis |
| London Trophy                      | 19 september | Crystal Palace    | Stirling Moss                   | Cooper                   | Cooper-Alta           |
| Modenas Grand Prix                 | 20 september | Modena            | Juan Manuel Fangio              | Maserati                 |                       |
| Madgwick Cup                       | 28 september | Goodwood          | Roy Salvadori                   | Connaught                | Connaught-Lea Francis |
| Joe Fry Memorial Trophy            | 2 oktober    | Castle Combe      | Bob Gerard                      | Bob Gerard               | Cooper-Bristol        |
| Curtis Trophy                      | 17 oktober   | Snetterton        | Bob Gerard                      | Bob Sorenson             | Cooper-Bristol        |

## Stall, nummer och förare 1953
| Stall/Tillverkare                                   | Nummer                             | Förare                           |
| --------------------------------------------------- | ---------------------------------- | -------------------------------- |
| 3-L Racing Team (Kurtis Kraft-Offenhauser)          | 62                                 | Spider Webb, USA                 |
| 3-L Racing Team (Kurtis Kraft-Offenhauser)          | 62                                 | Johnny Thomson, USA              |
| 3-L Racing Team (Kurtis Kraft-Offenhauser)          | 62                                 | Jackie Holmes, USA               |
| A E Dean (Kuzma-Offenhauser)                        | 51                                 | Bob Sweikert, USA                |
| Arthur Legat (Veritas)                              | 36                                 | Arthur Legat, Belgien            |
| Atlantic Stable (Cooper-Alta)                       | 20                                 | Peter Whitehead, Storbritannien  |
| Autosport Team Wolfgang Seidel (Veritas)            | 22                                 | Wolfgang Seidel, Tyskland        |
| Bessie Lee Paoli (Kurtis Kraft-Offenhauser)         | 16                                 | Art Cross, USA                   |
| Bob Estes (Watson-Offenhauser)                      | 38                                 | Don Freeland, USA                |
| Bob Gerard (Cooper-Bristol)                         | 17, 38                             | Bob Gerard, Storbritannien       |
| Bruce Bromme (Bromme-Offenhauser)                   | 29                                 | Bob Scott, USA                   |
| Chapman S Root (Kurtis Kraft-Offenhauser)           | 48                                 | Jimmy Daywalt, USA               |
| Connaught-Francis                                   | 10, 14, 42                         | Prince Bira, Thailand            |
| Connaught-Francis                                   | 11, 16, 24, 28                     | Kenneth McAlpine, Storbritannien |
| Connaught-Francis                                   | 12, 15, 22 26, 50                  | Roy Salvadori, Storbritannien    |
| Connaught-Francis                                   | 20                                 | Jack Fairman, Storbritannien     |
| Connaught-Francis                                   | 34                                 | Stirling Moss, Storbritannien    |
| Cooper (Cooper-Alta & Cooper-Bristol)               | 19, 28, 36                         | Stirling Moss, Storbritannien    |
| Cooper (Cooper-Alta & Cooper-Bristol)               | 20                                 | Alan Brown, Storbritannien       |
| Cooper (Cooper-Alta & Cooper-Bristol)               | 22                                 | John Barber, Storbritannien      |
| Cooper (Cooper-Alta & Cooper-Bristol)               | 24                                 | Adolfo Schwelm Cruz, Argentina   |
| Ecurie Belge (Connaught-Francis)                    | 12, 26 30, 48                      | Johnny Claes, Belgien            |
| Ecurie Belge (Connaught-Francis)                    | 40                                 | André Pilette, Belgien           |
| Ecurie Ecosse (Connaught-Francis)                   | 15                                 | Ian Stewart, Storbritannien      |
| Ecurie Ecosse (Cooper-Bristol)                      | 18                                 | Jimmy Stewart, Storbritannien    |
| Ecurie Espadon (Ferrari)                            | 34                                 | Kurt Adolff, Tyskland            |
| Ecurie Espadon (Ferrari)                            | 38                                 | Peter Hirt, Schweiz              |
| Ecurie Espadon (Ferrari)                            | 40                                 | Max de Terra, Schweiz            |
| Ecurie Francorchamps (Ferrari)                      | 2, 18, 42                          | Jacques Swaters, Belgien         |
| Ecurie Francorchamps (Ferrari)                      | 44                                 | Charles de Tornaco, Belgien      |
| Ecurie Rosier (Ferrari)                             | 9, 10, 20, 32, 44, 64              | Louis Rosier, Frankrike          |
| Ed Walsh (Kurtis Kraft-Offenhauser)                 | 3                                  | Sam Hanks, USA                   |
| Ed Walsh (Kurtis Kraft-Offenhauser)                 | 3                                  | Duane Carter, USA                |
| Élie Bayol (Osca)                                   | 22, 34                             | Élie Bayol, Frankrike            |
| Emmanuel de Graffenried (Maserati)                  | 17, 30, 31, 42, 46, 58             | Emmanuel de Graffenried, Schweiz |
| EMW-BMW                                             | 35                                 | Edgar Barth, Tyskland            |
| Enrico Platé (Maserati)                             | 18                                 | Emmanuel de Graffenried, Schweiz |
| Equipe Anglaise (Cooper-Bristol)                    | 38, 46                             | Alan Brown, Storbritannien       |
| Equipe Anglaise (Cooper-Bristol)                    | 39                                 | Helmut Glöckler, Tyskland        |
| Ernest L Ruiz (Kurtis Kraft-Offenhauser)            | 2                                  | Jim Rathmann, USA                |
| Ernest L Ruiz (Kurtis Kraft-Offenhauser)            | 2                                  | Eddie Johnson, USA               |
| Erwin Bauer (Veritas)                               | 32                                 | Erwin Bauer, Tyskland            |
| Escuderia Bandeirantes (Maserati)                   | 4                                  | Chico Landi, Brasilien           |
| Eugene A Casaroll (Kurtis Kraft-Offenhauser)        | 23                                 | Walt Faulkner, USA               |
| Eugene A Casaroll (Kurtis Kraft-Offenhauser)        | 23                                 | Johnny Mantz, USA                |
| Federal Auto Associates (Kurtis Kraft-Offenhauser)  | 7                                  | Paul Russo, USA                  |
| Federal Auto Associates (Kurtis Kraft-Offenhauser)  | 41                                 | Gene Hartley, USA                |
| Ferrari                                             | 1, 2, 4, 5, 10, 46                 | Alberto Ascari, Italien          |
| Ferrari                                             | 1, 2, 4, 7, 8, 12, 14, 28          | Luigi Villoresi, Italien         |
| Ferrari                                             | 2, 6, 12, 14, 24                   | Nino Farina, Italien             |
| Ferrari                                             | 3, 8, 14, 16, 26                   | Mike Hawthorn, Storbritannien    |
| Ferrari                                             | 10                                 | Umberto Maglioli, Italien        |
| Ferrari                                             | 12                                 | Piero Carini, Italien            |
| Georges Berger (Simca-Gordini-Gordini)              | 34                                 | Georges Berger, Belgien          |
| Gordini                                             | 2, 9, 6, 16, 30                    | Jean Behra, Frankrike            |
| Gordini                                             | 4, 8, 10,18, 24, 28, 29, 36        | Maurice Trintignant, Frankrike   |
| Gordini                                             | 6, 11, 20, 28, 38                  | Harry Schell, USA                |
| Gordini                                             | 8, 22, 40                          | Roberto Mières, Argentina        |
| Gordini                                             | 26                                 | Robert Manzon, Frankrike         |
| Gordini                                             | 32                                 | Carlos Menditéguy, Argentina     |
| Gordini                                             | 34                                 | Pablo Birger, Argentina          |
| Gordini                                             | 38, 40, 44                         | Fred Wacker, USA                 |
| Grancor Auto Specialists (Kurtis Kraft-Offenhauser) | 59                                 | Fred Agabashian, USA             |
| Grancor Auto Specialists (Kurtis Kraft-Offenhauser) | 59                                 | Paul Russo, USA                  |
| Greifzu (Reif-BMW)                                  | 36                                 | Rudolf Krause, Tyskland          |
| H A Chapman (Stevens-Offenhauser)                   | 12                                 | Ernie McCoy, USA                 |
| HMW-Alta                                            | 1, 14, 16, 22, 26, 38              | Lance Macklin, Storbritannien    |
| HMW-Alta                                            | 2, 26, 28, 36                      | Peter Collins, Storbritannien    |
| HMW-Alta                                            | 3                                  | Duncan Hamilton, Storbritannien  |
| HMW-Alta                                            | 4                                  | Jack Fairman, Storbritannien     |
| HMW-Alta                                            | 14, 24                             | Paul Frère, Belgien              |
| HMW-Alta                                            | 16, 30                             | Yves Giraud-Cabantous, Frankrike |
| HMW-Alta                                            | 18                                 | Albert Scherrer, Schweiz         |
| HMW-Alta                                            | 18                                 | John Fitch, USA                  |
| Hans Herrmann (Veritas)                             | 31                                 | Hans Herrmann, Tyskland          |
| Hans Stuck (AFM-Bristol)                            | 21, 48                             | Hans Stuck, Österrike            |
| Hart Fullerton (Kurtis Kraft-Offenhauser)           | 22                                 | Marshall Teague, USA             |
| Heck-BMW                                            | 37                                 | Ernst Klodwig, Tyskland          |
| Helmut Niedermayr (AFM-BMW)                         | 28                                 | Theo Fitzau, Tyskland            |
| Howard Keck Co (Kurtis Kraft-Offenhauser)           | 14                                 | Bill Vukovich, USA               |
| J C Agajanian (Kuzma-Offenhauser)                   | 97, 98                             | Chuck Stevenson, USA             |
| J C Agajanian (Kuzma-Offenhauser)                   | 98                                 | Tony Bettenhausen, USA           |
| J C Agajanian (Kuzma-Offenhauser)                   | 98                                 | Gene Hartley, USA                |
| J S Belond (Kurtis Kraft-Offenhauser)               | 21                                 | Johnnie Parsons, USA             |
| Jack B Hinkle (Kurtis Kraft-Offenhauser)            | 5                                  | Jack McGrath, USA                |
| Jean Marcenac (Kurtis Kraft-Novi)                   | 9                                  | Duke Nalon, USA                  |
| John L McDaniel (Schroeder-Offenhauser)             | 8                                  | Jimmy Bryan, USA                 |
| John Zink (Kurtis Kraft-Offenhauser)                | 55                                 | Jerry Hoyt, USA                  |
| John Zink (Kurtis Kraft-Offenhauser)                | 55                                 | Chuck Stevenson, USA             |
| John Zink (Kurtis Kraft-Offenhauser)                | 55                                 | Andy Linden, USA                 |
| Karl-Günther Bechem (AFM-BMW)                       | 41                                 | Karl-Günther Bechem, Tyskland    |
| Ken Wharton (Cooper-Bristol)                        | 16, 20, 30, 32, 40                 | Ken Wharton, Storbritannien      |
| Lee Elkins (Kurtis Kraft-Offenhauser)               | 73                                 | Carl Scarborough, USA            |
| Lee Elkins (Kurtis Kraft-Offenhauser)               | 73                                 | Bob Scott, USA                   |
| Lee Elkins (Turner-Offenhauser)                     | 83                                 | Mike Nazaruk, USA                |
| Louis Chiron (Osca)                                 | 12, 27, 32                         | Louis Chiron, Monaco             |
| M A Walker (Kurtis Kraft-Offenhauser)               | 92                                 | Rodger Ward, USA                 |
| M A Walker (Kurtis Kraft-Offenhauser)               | 92                                 | Andy Linden, USA                 |
| M A Walker (Kurtis Kraft-Offenhauser)               | 92                                 | Duke Dinsmore, USA               |
| Maserati                                            | 2, 4, 5, 6, 12, 18, 23, 30, 32, 50 | Juan Manuel Fangio, Argentina    |
| Maserati                                            | 2, 4, 6, 14, 16, 20, 24            | José Froilán González, Argentina |
| Maserati                                            | 6                                  | Johnny Claes, Belgien            |
| Maserati                                            | 6, 7, 16, 24, 25, 30, 32, 52       | Felice Bonetto, Italien          |
| Maserati                                            | 8                                  | Oscar Gálvez, Argentina          |
| Maserati                                            | 8, 22, 26, 28, 36, 54              | Onofre Marimón, Argentina        |
| Maserati                                            | 34                                 | Hermann Lang, Tyskland           |
| Maserati                                            | 56                                 | Sergio Mantovani, Italien        |
| Maserati                                            | 56                                 | Luigi Musso, Italien             |
| Milano (Maserati)                                   | 42                                 | Chico Landi, Brasilien           |
| Milano (Maserati)                                   | 44                                 | Prince Bira, Thailand            |
| Murrell Belanger (Lesovsky-Offenhauser)             | 4                                  | Duane Carter, USA                |
| Murrell Belanger (Kurtis Kraft-Offenhauser)         | 99                                 | Cal Niday, USA                   |
| Osca                                                | 34                                 | Élie Bayol, Frankrike            |
| Oswald Karch (Veritas)                              | 26                                 | Oswald Karch, Tyskland           |
| Pat Clancy (Kurtis Kraft-Offenhauser)               | 53                                 | Jimmy Davies, USA                |
| Peter Schmidt (Kurtis Kraft-Offenhauser)            | 77                                 | Pat Flaherty, USA                |
| Peter Schmidt (Kuzma-Offenhauser)                   | 88                                 | Manny Ayulo, USA                 |
| R J Chase (Cooper-Bristol)                          | 19                                 | Alan Brown, Storbritannien       |
| R N Sabourin (Del Roy-Offenhauser                   | 56                                 | Johnny Thomson, USA              |
| R R C Walker (Connaught-Francis)                    | 14                                 | Tony Rolt, Storbritannien        |
| Ray Crawford (Kurtis Kraft-Offenhauser)             | 49                                 | Bill Holland, USA                |
| Ray Crawford (Kurtis Kraft-Offenhauser)             | 49                                 | Jim Rathmann, USA                |
| Rodney Nuckey (Cooper-Bristol)                      | 40                                 | Rodney Nuckey, Storbritannien    |
| Rotary Engineering Corp (Stevens-Offenhauser)       | 32                                 | Andy Linden, USA                 |
| Theo Helfrich (Veritas)                             | 24                                 | Theo Helfrich, Tyskland          |
| Tony Crook (Cooper-Bristol)                         | 22                                 | Tony Crook, Storbritannien       |
| Veritas                                             | 30                                 | Ernst Loof, Tyskland             |
| Willi Heeks (Veritas)                               | 23                                 | Willi Heeks, Tyskland            |

## Slutställning förare 1953
| Placering | Förare! Stall           | Konstruktör                            | Poäng                    |      |
| --------- | ----------------------- | -------------------------------------- | ------------------------ | ---- |
| 1         | Alberto Ascari          | Ferrari                                |                          | 34,5 |
| 2         | Juan Manuel Fangio      | Maserati                               |                          | 28   |
| 3         | Nino Farina             | Ferrari                                |                          | 26   |
| 4         | Mike Hawthorn           | Ferrari                                |                          | 19   |
| 5         | Luigi Villoresi         | Ferrari                                |                          | 17   |
| 6         | José Froilán González   | Maserati                               |                          | 13,5 |
| 7         | Bill Vukovich           | Howard Keck Co                         | Kurtis Kraft-Offenhauser | 9    |
| 8         | Emmanuel de Graffenried | Enrico Platé & Emmanuel de Graffenried | Maserati                 | 7    |
| 9         | Felice Bonetto          | Maserati                               |                          | 6,5  |
| 10        | Art Cross               | Bessie Lee Paoli                       | Kurtis Kraft-Offenhauser | 6    |
| 11        | Onofre Marimón          | Maserati                               |                          | 4    |
| 12        | Maurice Trintignant     | Gordini                                |                          | 4    |
| 13        | Sam Hanks               | Ed Walsh                               | Kurtis Kraft-Offenhauser | 2    |
| 14        | Duane Carter            | Ed Walsh                               | Kurtis Kraft-Offenhauser | 2    |
| 15        | Oscar Gálvez            | Maserati                               |                          | 2    |
| 16        | Jack McGrath            | Jack B Hinkle                          | Kurtis Kraft-Offenhauser | 2    |
| 17        | Hermann Lang            | Maserati                               |                          | 2    |
| 18        | Fred Agabashian         | Grancor Auto Specialists               | Kurtis Kraft-Offenhauser | 1,5  |
| 19        | Paul Russo              | Grancor Auto Specialists               | Kurtis Kraft-Offenhauser | 1,5  |

## Inofficiell slutställning konstruktörer 1953
Endast de fyra bästa poängen från de nio loppen för den första bilen räknade.
| Placering | Konstruktör | Poäng |
| --------- | ----------- | ----- |
| 1         | Ferrari     | 32    |
| 2         | Maserati    | 26    |
| 3         | Gordini     | 4     |